# ليبمان هايلبرين
ليبمان هيلبرين (بالعبرية: ליפמן היילפרין) (1902 – 26 سبتمبر 1968) طبيب إسرائيلي ومدير قسم علم الأعصاب في مستشفى هداسا عين كارم في القدس. 

## حياته
اسمه الأصلي بن شلومو ليبمان هيلبرين، وولد في بياليستوك في بولندا في عام 1902. ودرس الطب في ألمانيا. وهاجر فلسطين تحت الانتداب البريطاني في عام 1934. ومارس الطب بدءا من عام 1952.

## جوائز
حصل على جائزة إسرائيل في مجال الطب في عام 1953، وهي أول سنة تمنح فيها هذه الجائزة وهي أعلى جائزة تمنحها دولة إسرائيل.